# 神泉县 (隋朝)
神泉县，中國古县名。
隋朝开皇六年（586年）改西充国县置，治所在今四川省安县南。属金山郡。唐朝时，属绵州、巴西郡。地有盐井。元朝中统五年（1264年）废。